# 深澳線
深澳線（しんおうせん）は、新北市瑞芳区の瑞芳駅から基隆市中正区の海科館駅を経て八斗子駅に至る台湾鉄路管理局の鉄道路線。
かつては、太平洋沿いの東北角海岸を走り、新北市の濂洞駅まで延びていた。1989年8月21日に全線の旅客営業が、2007年9月6日には途中の深澳駅まで行っていた貨物営業も廃止され全線廃止となっていたが、2014年1月9日、瑞芳 - 八斗間に国立海洋科技博物館のアクセスのための新駅である海科館駅が設置され、一部区間で旅客営業を再開した。その後八斗子まで営業区間を再延伸した。

## 路線データ
- 管理者：台湾鉄路管理局
- 区間（営業キロ）
  - 瑞芳 - 八斗子駅間 4.7km
  - 瑞芳 - 濂洞駅（廃駅）間 12.3km
- 軌間：1067mm
- 駅数：3（起点駅を含む、営業区間のみ）
- 電化区間：無
- 複線区間：無

## 歴史

### 前身
深澳線は日本統治時代に運行を開始している。当時は基隆市濱町（八尺門）から、八斗子、深澳を経て水湳洞に至る経路であり、軽便鉄道規格（軌間：762mm）の金瓜石線と呼ばれる台湾鉱業株式会社（1937年、持株会社・日本鉱業株式会社の金瓜石鉱山事務所に改称）の私鉄であった。戦後、金銅礦物局（1955年、zh:臺灣金屬鑛業股份有限公司に改称）に接収された。

### 開通
当線は他の路線とは全く接続しない独立路線だったが、その後台湾鉄路管理局が深澳火力発電所の石炭輸送のために瑞芳駅に分岐施設を設置し、八斗子～深澳間が四線軌条に改築され、1961年4月8日に貨物線・深澳線として開通した:頁75-76,138。1962年に金瓜石線の旅客営業が休止されると:頁139、その後地元住民の要望により水湳洞までの延伸がなされた。1967年8月25日、八斗子駅を八斗駅に改称:頁140。同年10月31日には水湳洞（後に濂洞と改称）まで延伸され、旅客取扱を開始し、並行路線となる金瓜石線が正式に廃止された。
北部「浜海公路」（台2線）の建設により海浜、濂洞両駅は1977年12月1日に営業を停止した。海浜駅は翌年1月11日に営業を再開したが、自動車との競争に敗れ、1989年8月21日には深澳線全駅の旅客営業を終了した。

### 廃止
その後もわずかに瑞芳～深澳火力発電所間の石炭輸送のみが行われていたが、発電所改築の為に2007年9月5日を最後に貨物取扱も廃止された。なお、2007年9月28日に瑞芳～深澳火力発電所間で、メディア向けさよなら運転・「深澳線最後一班列車」を行った。

### 復活
2008年、海洋科技博物館（海科館）が八斗子に開館予定だったことから、瑞芳から4.2kmの区間を復旧して運行することが計画されていたが、2013年12月30日に博物館の主題館（テーマ館）がプレオープンとして基隆市民に無料開放され、その後正式開業を迎えるのにあわせ、2014年1月9日に一部区間で旅客営業を再開することとなった。
当初海科館で列車は折り返していたが、駅周辺の住民から騒音や排気の苦情が相次ぎ、同年1月24日から0.4km先の八斗子駅跡まで回送し、そこで折り返すこととなった。
同年7月16日より平渓線との直通運転を開始。
八斗子駅は2016年内完工の予定でホームの再設置工事が行われ、12月28日に旅客駅として再開業した。

### 深澳線レールバイク
八斗子～深澳間1.3kmがレールバイクとして再生され、2018年12月28日にプレ開業（18-27日までは旅行業者限定、28日以降は一般予約可能）を迎え、2019年1月18日に正式開業する。台湾では旧山線レールバイクに次いで2例目となる。

## 駅一覧
背景色がグレーの駅は現在営業をしていない駅を示す。
| 駅名     | 駅名         | 駅名      | 駅間 キロ | 営業 キロ | 等級 | 接続路線・備考                                                         | 所在地                    | 所在地                    |
| 日本語   | 繁体字中国語 | 英語      | 駅間 キロ | 営業 キロ | 等級 | 接続路線・備考                                                         | 所在地                    | 所在地                    |
| -------- | ------------ | --------- | --------- | --------- | ---- | ---------------------------------------------------------------------- | ------------------------- | ------------------------- |
| 瑞芳駅   | 瑞芳車站     | Ruifang   | -         | 0.0       | 一等 | 宜蘭線                                                                 | 新北市                    | 瑞芳区                    |
| 海科館駅 | 海科館車站   | Haikeguan | 4.2       | 4.2       | 招呼 | 2014年1月9日開業                                                       | 基隆市                    | 中正区                    |
| 八斗子駅 | 八斗子車站   | Badouzi   | 0.5       | 4.6 4.7   | 招呼 | 旧名八斗駅。2016年12月28日再旅客化。 レールバイク起点駅                | 基隆市中正区 新北市瑞芳区 | 基隆市中正区 新北市瑞芳区 |
| 深澳駅   | 深澳車站     | Shen'ao   | 1.4       | 6.0       | 廃止 | 旧三等駅・手前で深澳火力発電所への引込線が分岐する。レールバイク終点駅 | 新北市                    | 瑞芳区                    |
| 瑞浜駅   | 瑞濱車站     | Ruibin    | 1.5       | 7.5       | 廃止 |                                                                        | 新北市                    | 瑞芳区                    |
| 海浜駅   | 海濱車站     | Haibin    | 1.1       | 8.6       | 廃止 |                                                                        | 新北市                    | 瑞芳区                    |
| 濂洞駅   | 濂洞車站     | Liandong  | 3.7       | 12.3      | 廃止 |                                                                        | 新北市                    | 瑞芳区                    |